# Homar Rojas
Homar Rojas Villarreal (Santiago, Nuevo León, 16 de febrero de 1964) es un exjugador de béisbol profesional mexicano. Actualmente es Mánager de los Toros de Tijuana de la Liga Mexicana de Béisbol.
Rojas jugó 23 años como receptor antes de convertirse en un gerente. De 1982 a 2004, jugó para nueve equipos diferentes, tanto en la LMB como en la LMP. Un receptor defensivo fino y un buen bateador, bateó para .300 o más en nueve ocasiones y bateó 103 jonrones, mientras que en su promedio de bateo fue de .291. Su temporada más productiva cuando promedio (.352) y carreras impulsadas (92).
Después de su carrera como jugador, Rojas ha logrado tanto en la LMB (2005-2006) y LMP (2007-08).

## Carrera profesional
| Liga                       | Equipo                    | País           | Año       |
| -------------------------- | ------------------------- | -------------- | --------- |
| Liga Mexicana de Béisbol   | Sultanes de Monterrey     | México         | 1982–1983 |
| Liga Mexicana de Béisbol   | Tigres Capitalinos        | México         | 1984–1986 |
| Ligas Menores de Béisbol   | Bakersfield Dodgers       | Estados Unidos | 1987      |
| Ligas Menores de Béisbol   | Vero Beach Dodgers        | Estados Unidos | 1988      |
| Liga Mexicana del Pacífico | Naranjeros de Hermosillo  | México         | 1988-1989 |
| Ligas Menores de Béisbol   | Albuquerque Dukes         | Estados Unidos | 1989      |
| Ligas Menores de Béisbol   | San Antonio Missions      | Estados Unidos | 1989–1990 |
| Liga Mexicana del Pacífico | Naranjeros de Hermosillo  | México         | 1990-1991 |
| Liga Mexicana de Béisbol   | Tigres Capitalinos        | México         | 1991–1992 |
| Liga Mexicana de Béisbol   | Industriales de Monterrey | México         | 1992–1993 |
| Liga Mexicana de Béisbol   | Diablos Rojos del México  | México         | 1994–1996 |
| Liga Mexicana del Pacífico | Mayos de Navojoa          | México         | 1996-1997 |
| Liga Mexicana de Béisbol   | Leones de Yucatán         | México         | 1997      |
| Liga Mexicana de Béisbol   | Guerreros de Oaxaca       | México         | 1998–2004 |
| Liga Mexicana del Pacífico | Yaquis de Ciudad Obregón  | México         | 1998-2002 |